# Béhasque-Lapiste
Béhasque-Lapiste (tiếng Basque: Behaskane-Laphizketa) là một xã thuộc tỉnh Pyrénées-Atlantiques trong vùng Aquitaine ở tây nam nước Pháp. Xã này nằm ở khu vực có độ cao trung bình 98 mét trên mực nước biển.
Xã nằm trong tỉnh cũ Lower Navarre.